# 제3회 아시안 필름 어워즈
제3회 아시안 필름 어워즈는 2009년 3월 23일에 열린 시상식이다.

## 수상 및 후보

### 최우수작품상
- 도쿄 소나타 - 구로사와 기요시 수상
- 매란방 - 천카이거
- 좋은 놈, 나쁜 놈, 이상한 놈 - 김지운
- 벼랑 위의 포뇨 - 미야자키 하야오
- 무지개 분대 - 리리 리자
- 적벽대전 1부 - 거대한 전쟁의 시작 - 오우삼

### 최우수감독상
- 걸어도 걸어도 - 고레에다 히로카즈 수상
- 쉬즈 더 원 - 펑샤오강
- 좋은 놈, 나쁜 놈, 이상한 놈 - 김지운
- 서비스 - 브리얀테 멘도사
- 벼랑 위의 포뇨 - 미야자키 하야오
- 적벽대전 1부 - 거대한 전쟁의 시작 - 오우삼

### 남우주연상
- 굿' 바이: Good & Bye - 모토키 마사히로 수상
- 쉬즈 더 원 - 갈우
- 추격자 - 하정우
- 싱 이즈 킹 - 악쉐이 쿠마르
- 디트로이트 메탈 시티 - 마츠야마 켄이치
- 좋은 놈, 나쁜 놈, 이상한 놈 - 송강호

### 여우주연상
- 사랑과 죽음의 방정식 - 저우쉰 수상
- 매직 아워 - 후카츠 에리
- And the Spring Comes - JIANG Wen-li
- 찬드니 초우크 투 차이나 - 디피카 파두콘
- 엄마 - 요시나가 사유리
- 화피 - 자오웨이

### 신인상
- 매란방 - YU Shao-qun 수상
- 꽃보다 남자 - 마츠다 쇼타
- 먀오 먀오 - Sandrine PINNA
- 영화는 영화다 - 소지섭
- CJ7 - 장강7호 - 서교
- 초콜렛 - 지자 야닌

### 남우조연상
- 좋은 놈, 나쁜 놈, 이상한 놈 - 정우성 수상
- 비스트 스토커 - 장가휘
- 좋은 놈, 나쁜 놈, 이상한 놈 - 이병헌
- 용의자 X의 헌신 - 츠츠미 신이치
- 매란방 - WANG Xue-qi

### 여우조연상
- 서비스 - 지나 파레노 수상
- 타인의 섹스를 비웃지 말라 - 아오이 유우
- 서비스 - Jaclyn JOSE
- 걸어도 걸어도 - 키키 키린
- 우리 생애 최고의 순간 - 김지영

### 최우수 각본상
- 도쿄 소나타 - 구로사와 기요시 수상
- And the Spring Comes - 리이샹
- 구월풍 - 임서우
- 매직 아워 - 미타니 코키
- 추격자 - 나홍진

### 최우수 촬영상
- 툴판 - Jolanta Dylewska 수상
- 파코와 마법 동화책 - ATO Shoichi
- 참새 - 정조강
- 좋은 놈, 나쁜 놈, 이상한 놈 - 이모개
- 24 시티 - 왕 유 외1명

### 최우수 제작디자인상
- 삼국지 - 용의 부활 - 이인항 수상
- 조다 악바르 - Nitin Chandrakant DESAI
- 파코와 마법 동화책 - KUWAJIMA Towako
- 화피 - Bill LUI
- 매직 아워 - 타네다 요헤이

### 최우수 작곡상
- 벼랑 위의 포뇨 - 히사이시 조 수상
- 좋은 놈, 나쁜 놈, 이상한 놈 - 달파란
- 24 시티 - 하노 요시히로
- 삼국지 - 용의 부활 - Henry Wan-man LAI
- 조다 악바르 - A.R 라흐만

### 최우수 편집상
- 추격자 - 김선민 수상
- 비스트 스토커 - 원창배
- 먀오 먀오 - 장숙평
- 무당의 춤 - Dasha Danilova
- 무지개 분대 - Waluyo IchwandiarDono

### 최우수 시각효과상
- 적벽대전 1부 - 거대한 전쟁의 시작 - 크레이그 헤이스 수상
- 좋은 놈, 나쁜 놈, 이상한 놈 - 김욱
- 파코와 마법 동화책 - YANAGAWASE Masahide